# Karate ai Giochi mondiali 2022 - Kumite 75 maschile
La gara di kumite -75kg maschile di Karate ai Giochi mondiali 2022 si è svolta il 9 luglio 2022 a Birmingham.

## Risultati

#### Gruppo A
| Pos | Atleta              | G | W | L | PF | PA | PD | Pts |
| --- | ------------------- | - | - | - | -- | -- | -- | --- |
| 1   | Thomas Scott        | 3 | 2 | 0 | 6  | 3  | +3 | 5   |
| 2   | Dastonbek Otabolaev | 3 | 1 | 0 | 4  | 4  | 0  | 4   |
| 3   | Gábor Hárspataki    | 3 | 1 | 2 | 7  | 5  | +2 | 2   |
| 4   | Hsu Wei-chun        | 3 | 0 | 2 | 4  | 9  | −5 | 1   |

#### Gruppo B
| Pos | Atleta             | G | W | L | PF | PA | PD  | Pts |
| --- | ------------------ | - | - | - | -- | -- | --- | --- |
| 1   | Stanislav Horuna   | 3 | 3 | 0 | 16 | 8  | +8  | 6   |
| 2   | Abdalla Abdelaziz  | 3 | 2 | 1 | 22 | 13 | +9  | 4   |
| 3   | Nurkanat Azhikanov | 3 | 0 | 2 | 11 | 18 | −7  | 1   |
| 4   | Quentin Mahauden   | 3 | 0 | 2 | 9  | 19 | −10 | 1   |

### Fase finale
|  | Semifinale          | Semifinale          | Semifinale       |                  |                   | Finale              | Finale              | Finale            |  |
|  |                     |                     |                  |                  |                   |                     |                     |                   |  |
|  | Thomas Scott        | Thomas Scott        | 5                |                  |                   |                     |                     |                   |  |
|  | Thomas Scott        | Thomas Scott        | 5                |                  |                   |                     |                     |                   |  |
|  | Abdalla Abdelaziz   | Abdalla Abdelaziz   | 10               |                  |                   |                     |                     |                   |  |
|  | Abdalla Abdelaziz   | Abdalla Abdelaziz   | 10               |                  | Abdalla Abdelaziz | Abdalla Abdelaziz   | 6                   |                   |  |
|  |                     |                     |                  |                  | Abdalla Abdelaziz | Abdalla Abdelaziz   | 6                   |                   |  |
|  |                     |                     | Stanislav Horuna | Stanislav Horuna | 3                 |                     |                     |                   |  |
|  | Stanislav Horuna    | Stanislav Horuna    | Stanislav Horuna | Stanislav Horuna | 3                 | 8                   |                     |                   |  |
|  | Stanislav Horuna    | Stanislav Horuna    |                  |                  |                   | 8                   |                     |                   |  |
|  | Dastonbek Otabolaev | Dastonbek Otabolaev | 0                |                  |                   | Finalina 3º posto   | Finalina 3º posto   | Finalina 3º posto |  |
|  | Dastonbek Otabolaev | Dastonbek Otabolaev | 0                |                  |                   |                     |                     |                   |  |
|  |                     |                     |                  |                  |                   |                     |                     |                   |  |
|  |                     |                     |                  |                  |                   | Thomas Scott        | Thomas Scott        | 1                 |  |
|  |                     |                     |                  |                  |                   | Thomas Scott        | Thomas Scott        | 1                 |  |
|  |                     |                     |                  |                  |                   | Dastonbek Otabolaev | Dastonbek Otabolaev | 2                 |  |